# مصالة بن حبوس
مصالة بن حبوس أمير بربري و قائد عسكري فاطمي تقلد حكم تاهرت والمغرب الأوسط

## حياته
كانت له رياسة مكناسة القبيلة وبلادها، في الشطر الثاني من المئة الثالثة الهجرية. وعظم أمرها في أيامه فتغلبت على قبائل البربر بأنحاء تازا إلى الكاي.
زحف مصالة إلى المغرب الأقصى سنة 305 هـ واستولى على فاس وعلى سجلماسة واستنزل يحيى ابن إدريس من إمارته بفاس إلى طاعة عبيد الله، وأبقاه أميرا على فاس. وعقد لابن عمه موسى بن أبي العافية أمير بلدة مكناسة على سائر ضواحي المغرب وأمصاره وقفل إلى القيروان، فقتله محمد بن خزر الزناتي

## وفاته
توفي مصالة في شعبان 312 هجري على يد محمد بن خزر الزناتي حليف أمويي الأندلس في إحدى المعارك 